# مگانترئون
مگانترئون یا بزرگ‌جانور (نام علمی: Megantereon) نام یک سرده از زیرخانواده دندان‌خنجری‌ها است که از ۴٫۵ میلیون سال تا حدود ۵۰۰٫۰۰۰ سال پیش در آمریکای شمالی، اوراسیا و آفریقا می‌زیست. این جانور به اندازه یک جگوار یا شیر نر امروزی بود و بین ۱۵۰ تا ۲۵۰ کیلوگرم و در مواردی تا ۳۰۰ کیلوگرم وزن داشت. چاقودندان که مشهورترین عضو زیرخانواده دندان‌خنجری‌ها محسوب می‌شود احتمالاً از بزرگ‌جانور فرگشت یافته‌است.
گونه نماد این سرده، خرسی با نام علمی Ursus cultridens بود.